# 寺田哲也
 寺田 哲也（てらだ てつや、1987年4月2日 - ）は、栃木県宇都宮市出身の元プロ野球選手（投手）。右投右打。

## 経歴

### 大学時代まで
小学生時代から野球を始め、中学生の時には所属チームが第19回全国少年軟式野球大会に出場している。小学生では投手、中学生時代は野手であった。
作新学院高進学後は再び投手となる。高校時代は3年生時に関東大会で優勝したが、甲子園大会には出場できなかった（2年生時の第76回選抜高等学校野球大会に作新学院高校は出場したが、寺田が登板する機会はなかった）。
作新学院大学に進学後は、4年生時に社会人野球のJR東日本東北や東京ガスの練習に参加したことを契機に球速が向上した。大学野球部コーチの紹介で新潟アルビレックス・ベースボール・クラブの入団テストを受けて合格し、2010年のシーズンより加入した。

### 独立リーグ時代
新潟では3年目の2012年に最多勝と最多奪三振を獲得して最優秀選手に選ばれる。チームは初の年間総合優勝を果たし、香川オリーブガイナーズと対戦したグランドチャンピオンシップも寺田の2勝を含む3勝0敗で制し、独立リーグ日本一となった。しかし、プロ野球ドラフト会議での指名はなかった。ドラフト指名をめざし、2013年も新潟の主力投手として活躍し、7月15日の対群馬ダイヤモンドペガサス戦ではBCリーグ史上3人目のノーヒットノーランを達成。最終的に最多勝・最優秀防御率を獲得したが、その年のドラフト会議でも指名を受けることができなかった。シーズン終了後、当初は新潟県で開催されたボストン・レッドソックスのトライアウト受験で野球をやめるつもりであったが、トライアウト時の手応えからもう1年NPBにチャレンジすることを決意し、前年グランドチャンピオンシップで対戦した四国アイランドリーグplusの香川に移籍した。香川を移籍先としたのは、NPBのドラフト指名者を多く輩出していることが理由だったという。
香川ではフォークボールも使うようになり、最多奪三振のタイトルを獲得した。
2014年のNPBドラフト会議で、東京ヤクルトスワローズから4巡目で指名。契約金3,500万円、年俸1,000万円（金額は推定）という条件で入団した。背番号は38。なお、入団交渉中の同年11月7日には、およそ7年間交際した一般女性との結婚を発表している。

### ヤクルト時代
2015年には、5月9日にプロ入り後初の出場選手登録を果たすが、一軍公式戦への登板機会がないまま同月13日にいったん登録を抹消。8月26日に再び登録されると、翌27日の対読売ジャイアンツ戦（明治神宮野球場）で、先発投手として一軍デビューを果たした。この試合では、5つの四死球を与えたものの、失点を許さないまま3回表で交代。しかし、一軍公式戦への登板はこの試合だけにとどまった。
2016年には、一軍公式戦2試合に登板。4月6日の対広島東洋カープ戦（マツダスタジアム）でシーズン初の先発登板を果たすが、2回途中6失点という内容で敗戦投手になり、この試合以降は一軍から遠ざかった。10月1日に、球団から戦力外を通告。12月2日、自由契約公示された。

### ヤクルト退団後
NPB他球団での現役続行を希望し、2016年11月12日には、阪神甲子園球場で開催の12球団合同トライアウトに参加。参加した42投手で最初に登板すると、シートバッティング形式の対戦で打者3人全員から三振を奪った。現役引退後の現在は一般会社員。

## 選手としての特徴
持ち球は、ストレート、カーブ、スライダー、シュート、チェンジアップ、フォーク。特に90キロ台を記録するスローカーブが特徴である。最速149キロの直球と50キロ以上の緩急がある。
新潟時代の監督で、ヤクルト投手コーチの高津臣吾は「体が丈夫で物おじしない。冷静に物事を見られるしリリーフでもやっていける」とドラフト後に評価している。

## 人物
釣りが趣味である。
中学の同級生に鮫島彩がいた。鮫島と「話したことはなかったけれど、同じ地元から世界一になっているし、僕も頑張りたい」と取材に答えた。

## 詳細情報

### 年度別投手成績
| 年 度    | 球 団    | 登 板 | 先 発 | 完 投 | 完 封 | 無 四 球 | 勝 利 | 敗 戦 | セ 丨 ブ | ホ 丨 ル ド | 勝 率 | 打 者 | 投 球 回 | 被 安 打 | 被 本 塁 打 | 与 四 球 | 敬 遠 | 与 死 球 | 奪 三 振 | 暴 投 | ボ 丨 ク | 失 点 | 自 責 点 | 防 御 率 | W H I P |
| -------- | -------- | ----- | ----- | ----- | ----- | -------- | ----- | ----- | -------- | ----------- | ----- | ----- | -------- | -------- | ----------- | -------- | ----- | -------- | -------- | ----- | -------- | ----- | -------- | -------- | ------- |
| 2015     | ヤクルト | 1     | 1     | 0     | 0     | 0        | 0     | 0     | 0        | 0           | ----  | 16    | 3.0      | 2        | 0           | 4        | 0     | 1        | 3        | 0     | 0        | 0     | 0        | 0.00     | 2.00    |
| 2016     | ヤクルト | 2     | 1     | 0     | 0     | 0        | 0     | 1     | 0        | 1           | .000  | 15    | 2.0      | 4        | 0           | 5        | 0     | 1        | 0        | 1     | 0        | 6     | 6        | 27.00    | 4.50    |
| NPB：2年 | NPB：2年 | 3     | 2     | 0     | 0     | 0        | 0     | 1     | 0        | 1           | .000  | 31    | 5.0      | 6        | 0           | 9        | 0     | 2        | 3        | 1     | 0        | 6     | 6        | 10.80    | 3.00    |

### 記録
NPB
- 初登板・初先発登板：2015年8月27日、対読売ジャイアンツ19回戦（明治神宮野球場）、3回無失点で勝敗つかず
- 初奪三振：同上、1回表に坂本勇人から空振り三振
- 初ホールド：2016年3月31日、対阪神タイガース3回戦（明治神宮野球場）、1/3回無失点

### 独立リーグでの投手成績
| 年 度    | 球 団    | 登 板 | 勝 利 | 敗 戦 | セ ｜ ブ | 完 投 | 防 御 率 | 投 球 回 | 打 者 | 被 安 打 | 被 本 塁 打 | 奪 三 振 | 与 四 球 | 与 死 球 | 失 点 | 自 責 点 | 暴 投 | ボ ｜ ク | 奪 三 振 率 | W H I P |
| -------- | -------- | ----- | ----- | ----- | -------- | ----- | -------- | -------- | ----- | -------- | ----------- | -------- | -------- | -------- | ----- | -------- | ----- | -------- | ----------- | ------- |
| 2010     | 新潟     | 25    | 6     | 9     | 0        | 5     | 2.67     | 148.1    | 588   | 139      | 4           | 93       | 26       | 10       | 52    | 44       | 11    | 0        | 5.65        | 1.11    |
| 2011     | 新潟     | 29    | 6     | 6     | 0        | 0     | 3.87     | 114      | 493   | 110      | 7           | 88       | 40       | 13       | 56    | 49       | 1     | 1        | 6.95        | 1.32    |
| 2012     | 新潟     | 24    | 14    | 4     | 0        | 4     | 2.60     | 166      | 669   | 145      | 9           | 145      | 36       | 4        | 58    | 48       | 3     | 0        | 7.86        | 1.09    |
| 2013     | 新潟     | 19    | 15    | 2     | 0        | 5     | 1.35     | 133      | 517   | 93       | 4           | 107      | 34       | 6        | 24    | 20       | 3     | 0        | 7.24        | 0.95    |
| 2014     | 香川     | 43    | 6     | 4     | 6        | 2     | 2.91     | 148.1    | 603   | 125      | 6           | 145      | 35       | 10       | 60    | 48       | 6     | 0        | 8.81        | 1.08    |
| BCL：4年 | BCL：4年 | 94    | 41    | 21    | 0        | 14    | 2.62     | 561.1    | 2267  | 487      | 24          | 433      | 136      | 33       | 190   | 161      | 18    | 1        | 6.95        | 1.11    |
| IL：1年  | IL：1年  | 43    | 6     | 4     | 6        | 2     | 2.91     | 148.1    | 603   | 125      | 6           | 145      | 35       | 10       | 60    | 48       | 6     | 0        | 8.81        | 1.08    |

- 各年度の太字はリーグ最高

### 独立リーグでのタイトル
BCL
- 最多勝：2回 （2012年、2013年）
- 最優秀防御率：1回 （2013年）
- 最多奪三振：1回 （2012年）

IBLJ
- 最多奪三振：1回 （2014年）

### 背番号
- 19 （2010年 - 2013年）[22]
- 14 （2014年）[23]
- 38 （2015年 - 2016年）